# Fryderyk Zoll (ur. 1970)

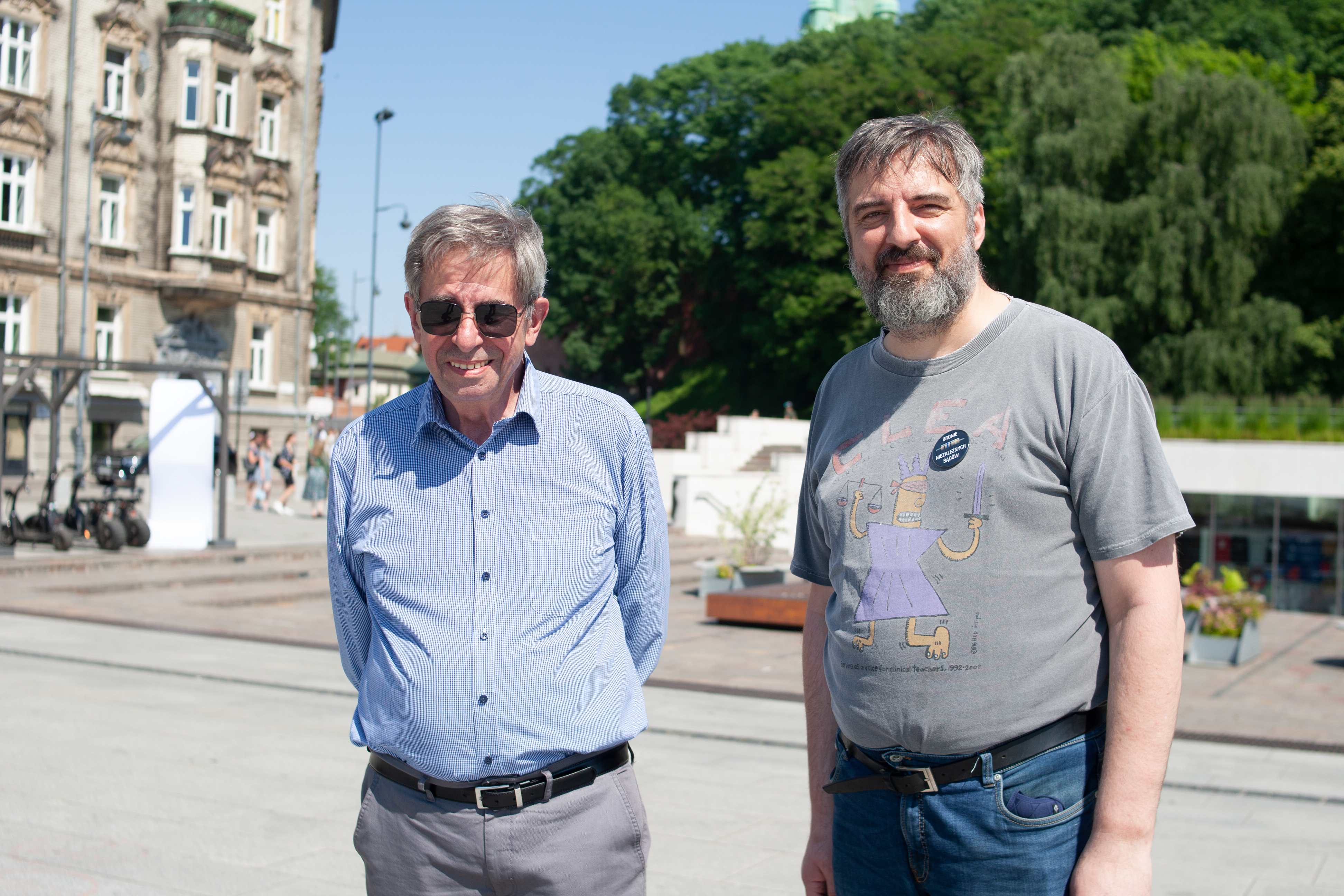
Fryderyk Zoll wraz z ojcem Andrzejem Zollem

Fryderyk Andrzej Zoll (ur. 27 lutego 1970 w Krakowie) – polski prawnik, profesor nauk prawnych, nauczyciel akademicki Wydziału Prawa i Administracji Uniwersytetu Jagiellońskiego, Uniwersytetu w Osnabrück oraz Akademii Leona Koźmińskiego w Warszawie.

## Życiorys
Syn Andrzeja Zolla, prawnuk Fryderyka Zolla (młodszego), praprawnuk Fryderyka Zolla (starszego), prapraprawnuk Józefa Chrystiana Zolla.
Studia prawnicze ukończył z wyróżnieniem na Wydziale Prawa i Administracji UJ w 1992. W 1995 ukończył aplikację sędziowską i złożył egzamin sędziowski. Stopień doktora nauk prawnych otrzymał w 1997 na podstawie rozprawy Kontrola ogólnych warunków umów i innych klauzul narzuconych na tle prawnoporównawczym, której promotorem był Bogusław Gawlik, zaś habilitował się w roku 2001 na podstawie dorobku naukowego oraz dysertacji Klauzule dokumentowe. Prawo dokumentów dłużnych ze szczególnym uwzględnieniem papierów wartościowych. W 2011 otrzymał tytuł doctora honoris causa Narodowego Uniwersytetu Ekonomicznego w Tarnopolu. Od 2012 profesor nauk prawnych.
Profesor gościnny na Uniwersytetach w Orleanie, Caen, Wiedniu, Moguncji, Kilonii, Münster, Waszyngtonie (CUA), Antwerpii, Wilnie i Osnabrück. W l. 2003-2004 stypendysta Programu Fulbrighta na Catholic University of America, Columbus School of Law. 
Pod jego kierunkiem w 2015 stopień naukowy doktora uzyskała Justyna Zajdel-Całkowska.
Członek Komisji Kodyfikacyjnej ds. prawa cywilnego w latach 2011–2015, Komitetu Nauk Prawnych PAN, Deutsch-Polnische Juristen-Vereinigung e.V., Acquis Group on Existing Principles of European Contract Law oraz członek stowarzyszony International Academy of the Comparative Law.

## Publikacje naukowe

### Monografie i redakcja monografii
- Prawo cywilne. Glosy, wyd. C.H. Beck, Warszawa 2016 (red. wraz z S. Danilukiem);
- Prawo cywilne. Część ogólna, wyd. LexisNexis, Warszawa 2011, 2013 (wraz z U. Ernstem, A. Rachwał);
- The law of obligations in Europe. A new wave of codifications, wyd. Sellier - European Law Publishers, Monachium 2013 (red. wraz z R. Schulzem);
- Rozprawy z prawa cywilnego, własności intelektualnej i prawa prywatnego międzynarodowego. Księga pamiątkowa dedykowana profesorowi Bogusławowi Gawlikowi, wyd. LexisNexis, Warszawa 2012 (red. wraz z J. Pisulińskim i P. Tereszkiewiczem);
- Prawo cywilne. Część ogólna i zobowiązania. Kazusy z rozwiązaniami, wyd. Wolters Kluwer, Warszawa 2009 (wraz z U. Ernstem, J. Czyszek, Sz. Czyszkiem);
- Wykonanie i skutki naruszenia zobowiązań. Projekt z uzasadnieniami, wyd. Uniwersytetu Jagiellońskiego, Kraków 2009 (pod kierunkiem F. Zolla i J. Pisulińskiego, red. M. Pecyna);
- Principles. Definitions and Model Rules of European Private Law. Draft Common Frame of Reference, wyd. Sellier – European Law Publishers, Monachium 2009 (red.);
- Zbiór orzeczeń sądowych do zajęć z prawa cywilnego. Część ogólna. Casebook, wyd. Zakamycze, Kraków 2006 (red.);
- Principles. Definitions and Model Rules of European Private Law. Draft Common Frame of Reference, wyd. Sellier - European Law Publishers, Monachium 2006 (red.);
- Prawo bankowe. Komentarz, wyd. Zakamycze, Kraków 2005 (red.);
- Klauzule dokumentowe. Prawo dokumentów dłużnych ze szczególnym uwzględnieniem papierów wartościowych, wyd. C.H. Beck, Warszawa 2005;
- Jaka szkoła prawa?, wyd. Dom Wydawniczy ABC, Warszawa 2004;
- Dochodzenie należności, wyd. Wyższej Szkoły Umiejętności w Kielcach, Kielce 2003 (red.)
- Podstawy prawa bankowego, wyd. Wyższej Szkoły Umiejętności w Kielcach, Kielce 2003 (red.)
- Ustawa o ochronie praw lokatorów, mieszkaniowym zasobie gminy i o zmianie kodeksu cywilnego. Komentarz., wyd. Dom Wydawniczy ABC, Warszawa 2003 (wraz z M. Olczyk);
- Prawo ochrony konsumenta w okresie zmian. Uwagi w związku z niemiecko-polskim seminarium studenckim, Kraków, 7-11 maja 1997, wyd. Uniwersytetu Jagiellońskiego, Kraków 1998 (wraz. z F. Wejmanem).
- Najem lokali mieszkalnych, wyd. Zakamycze, Kraków 1997;
- Przewłaszczenie na zabezpieczenie. Praktyka, konstrukcja, dopuszczalność, przedmiot, wyd. Zakamycze, Kraków 1996 (wraz. z G. Traczem);
- Małżeństwo konkordatowe. Analiza prawnoporównawcza zawarcia małżeństwa w prawie kanonicznym i w prawie polskim. Rozważania na tle konkordatu z 28 lipca 1993, wyd. Staromiejska Oficyna Wydawnicza, Kraków 1994 (wraz z P. Kuglarzem);
- Zbiór kazusów z prawa międzynarodowego prywatnego, wyd. Staromiejska Oficyna Wydawnicza, Kraków 1994.